# Дидишвили, Тимур Давидович
Тимур Давидович Дидишвили (род. 19 августа 1940 года, Октомбери, Зугдидский район, ГрССР, СССР) — советский и российский художник, заслуженный деятель искусств РСФСР (1988), академик Российской академии художеств (2012).

## Биография
Родился 19 августа 1940 года в с. Октомбери Зугдидского района Грузинской ССР, живет и работает в Челябинске.
В 1966 году — окончил Тбилисскую государственную академию художеств.
Этапы трудовой карьеры:
- 1970 — главный художник Магаданского музыкально-драматического театра;
- 1972 — главный художник Новосибирского театра юного зрителя;
- 1982–1996 — главный художник Челябинского театра драмы;
- 1997–2008 — главный художник Челябинского государственного драматического «Камерного театра».

Председатель Челябинского филиала Творческого союза художников России.
В 2007 году избран членом-корреспондентом, а в 2012 году - академиком Российской академии художеств.

## Творческая деятельность
Работа в области сценографии и оформления театральных постановок: балет Паула Хиндемита «4 темперамента» (балетмейстер Г. Алексидзе, Театр оперы и балета, г. Челябинск), «Не беспокойся, мама!» Н. В. Думбадзе, «Снежная королева» Е. Л. Шварца, «Без вины виноватые», «Волки и овцы» А. Н. Островского, «Чайка», «Свадьба» А. П. Чехова, «Царство земное» Т. Уильямса, «Зойкина квартира» М. А. Булгакова, «Коварство и любовь» Ф.Шиллера, «Сирано де Бержерак» Э.Ростана и другие. Всего — около 90 спектаклей.
Основные станковые произведения: Mobil (холст, масло), Бычья туша (холст, акрил), лик (холст, масло), серия «Свадьба» (смеш. техника)
Произведения находятся в коллекциях художественных музеев театра и кино как в России, так и за рубежом.

## Награды
- Заслуженный деятель искусств РСФСР (1988)[1].